# Lithostege narynensis
Lithostege narynensis là một loài bướm đêm trong họ Geometridae.